# Wołodymyr Herun
Wołodymyr Mychajłowycz Herun (ukr. Володимир Михайлович Герун; ur. 25 marca 1994 w Dnieprze) – ukraiński koszykarz, reprezentant kraju, występujący na pozycjach silnego skrzydłowego lub środkowego, obecnie zawodnik Büyükçekmece Basketbol.

## Osiągnięcia
Stan na 15 kwietnia 2022, na podstawie, o ile nie zaznaczono inaczej.

### Drużynowe
- Finalista Pucharu Hiszpanii (2020)

### Indywidualne
- MVP:
  - hiszpańskiej II ligi – LEB Oro (2018)
  - kolejki:
    - ACB (20 – 2018/2019)
    - ligi ukraińskiej (10 – 2011/2012)
- Zaliczony do I składu LEB Oro (2018)
- Lider LEB Oro w zbiórkach ofensywnych (2019)

### Reprezentacja
Seniorska
- Uczestnik kwalifikacji:
  - europejskich do mistrzostw świata (2016/2017 – 16. miejsce, 2020/2021)
  - do Eurobasketu (2020)

Młodzieżowe
- Wicemistrz Europy U–16 dywizji B (2010)[4]
- Uczestnik mistrzostw Europy:
  - U–18 (2011 – 13. miejsce)
  - U–16 (2009 – 15. miejsce)
- MVP mistrzostw Europy U–16 dywizji B (2010)[4]
- Zaliczony do I składu mistrzostw Europy U–16 dywizji B (2010)[4]